# Hein Gericke

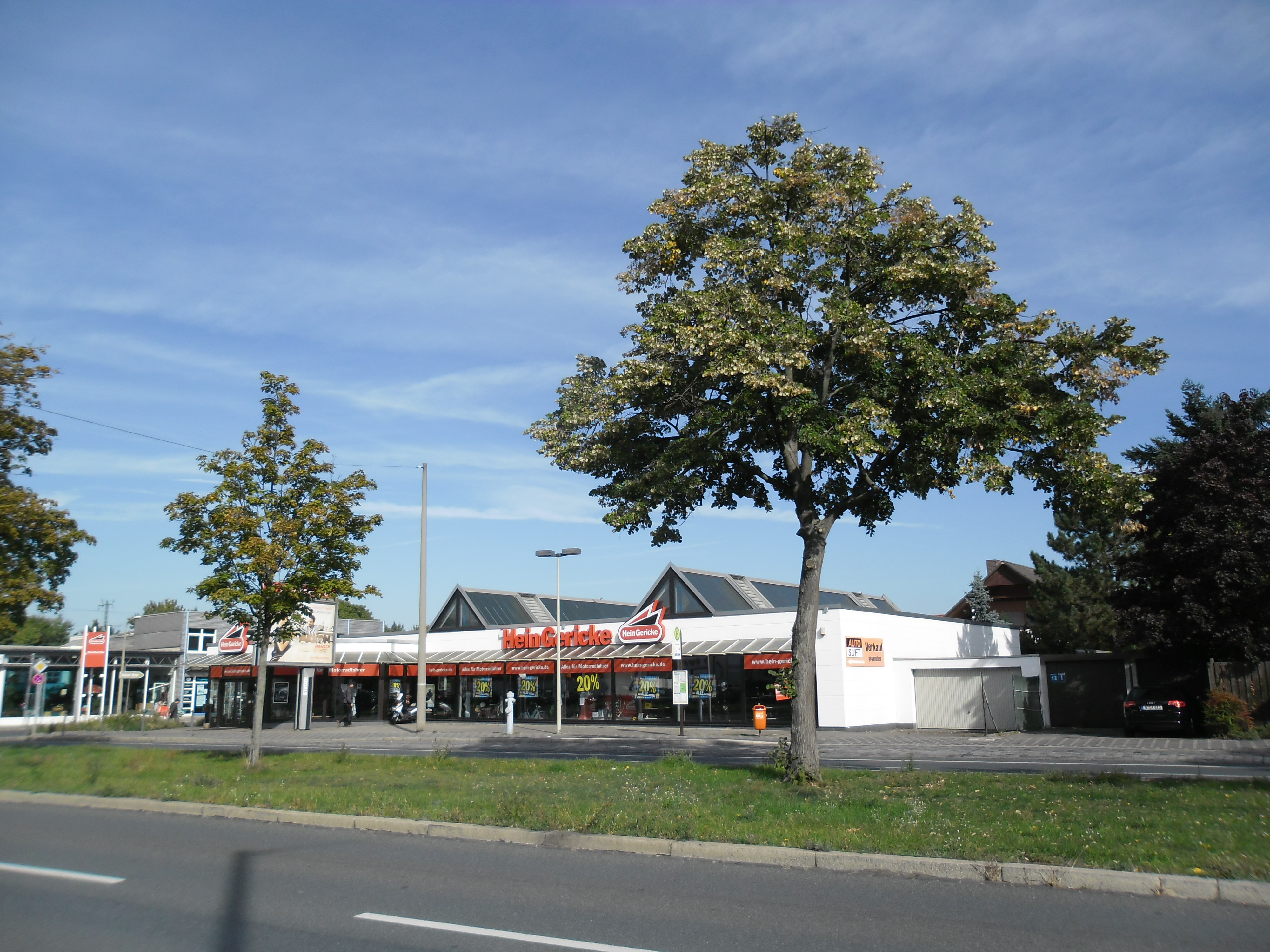
Hein-Gericke-Shop in Nürnberg (2012)

Die Hein Gericke Deutschland GmbH entstand 2007 in Düsseldorf aus dem bereits 1970 von Hein Gericke begonnenen Handel mit Motorrädern der Marken BSA und Triumph. Das Unternehmen stellte 2013 erstmalig Insolvenzantrag und beendete 2018 nach mehrfachen Rettungsversuchen seine Geschäftstätigkeit durch Liquidation. Das Handelsunternehmen wurde unter anderem durch seinen umfangreichen Verkaufskatalog für Motorradkleidung und Motorradzubehör in den 1980er Jahren bekannt und entwickelte sich zur Zeit seiner stärksten Expansion auch über ein ausgedehntes Filialnetz unter dem Namen Hein Gericke Europe zu einem der größten Anbieter von Motorradbekleidung und Motorradzubehör unter der Marke Hein Gericke.
Im Geschäftsjahr 2007/2008 wurde durch den Hein Gericke Konzern ein Umsatzerlös von 75,7 Mio. EUR erzielt, die Mitarbeiterzahl betrug 229.

## Geschichte des Unternehmens
1970 eröffnete der Unternehmer Hein Gericke das erste Ladengeschäft in Düsseldorf. Fünf Jahre später wurden unter dem Markennamen zahlreiche Produkte im Bereich Kleidung für Motorradfahrer angeboten. 1976 war das Unternehmen der größte Motorradbekleidungshändler der Welt und begann 1978 mit dem Versandhandel. Mediale Aufmerksamkeit erhielt das Unternehmen im April 1977, als bekannt wurde, dass das tödliche RAF-Attentat auf Generalbundesanwalt Siegfried Buback mithilfe eines bei Hein Gericke gemieteten Motorrades Suzuki GS 750 verübt wurde. Die Wort-Bildmarke Hein Gericke wurde 1980 beim DPMA angemeldet. Im selben Jahr erschien der erste Katalog von Hein Gericke, welcher eine Auflage von 100.000 Stück hatte. 1987 verkaufte Hein Gericke sein Unternehmen an seinen Geschäftsführer Herbert Will und drei weiteren Mitarbeitern im Rahmen eines als Asset Deal ausgeführten Management-Buy-outs. Die zu diesem Zeitpunkt 40 Läden umfassende Kette behielt aber weiterhin seinen Namen.
Im Jahre 1994 fand die Gründung der EUROBIKE AG durch Umwandlung der EUROBIKE Holding GmbH, vormals Hein Gericke Beteiligungsgesellschaft mbH, statt. 2003 fand die Insolvenzbeantragung der EUROBIKE AG statt, und die Fairchild Holding Corporation in Dulles / Virginia, USA, erwarb den Konzern. Anfang 2003 schied Hein Gericke aus dem Aufsichtsrat der EUROBIKE AG aus.
Erst im Jahr 2007 entstand die Hein Gericke Deutschland GmbH als hundertprozentiges Tochterunternehmen der Hein Gericke Group GmbH nach Gründung der Fairchild Bekleidung GmbH und Umfirmierung zu Hein Gericke Deutschland GmbH. Dieses Unternehmen meldete 2012 auch Insolvenz an. Diese wurde im Januar 2013 aufgehoben, jedoch im Dezember 2013 wieder angemeldet.
Im Herbst 2013 betrieb die Gruppe 78 Geschäfte, 49 davon in Deutschland, 15 in Großbritannien, sieben in den Beneluxländern, sechs in Österreich und eins in Italien. Etwa die Hälfte der Gericke-Läden in Deutschland wurde bis dahin von selbstständigen Handelsvertretern, geführt, die auf vertraglich geregelter Provisionsbasis arbeiten. Die andere Hälfte wurde durch Filialleiter im Angestelltenverhältnis geführt.
Das Unternehmen wurde schließlich Anfang 2014 im Zuge des Insolvenzverfahrens aufgelöst, ein Teil wurde an einen spanischen Investor verkauft.

## Innovator von Motorradzubehör
Eine erste Erfindung aus dem Jahr 1967 von Hein Gericke war ein Kleiderbügel mit platzsparender Aufhängung. Zu dieser Zeit war Hein Gericke in einer Werbeagentur tätig.
Weitere technische Erfindungen unter Mitwirkung von Hein Gericke umfassten beispielsweise Rückenprotektoren für Motorradjacken sowie eine Absenksicherung für Motorradhebebühnen.
Insgesamt ist die Innovationsstärke von Hein Gericke im Bereich Motorrad-Kleidung und -Zubehör durch 32 Patente und Gebrauchsmuster dokumentiert. Weiterhin sind 25 Design-Schutzrechte sowie 61 geschützte Markennamen und Bildmarken bekannt.
Im Bereich der Vermarktung von Motorradzubehör führte Hein Gericke 2014 als erste Unternehmen der Branche ein wettbewerbsübergreifendes Produktsuche-Konzept mit Beschaffung auch von Konkurrenzprodukten ein.